# Herb gminy Słupno
Herb gminy Słupno – symbol gminy Słupno, ustanowiony 18 czerwca 1998.

## Wygląd i symbolika
Herb przedstawia na tarczy dzielonej w rosochę w polu górnym czerwonym baranka z białym proporzec z żółtym krzyżem. Pod barankiem umieszczona jest biała lilia (symbol godności książęcej oraz królewskiej). W polu lewym zielonym znajduje się biały fragment drewnianych fortyfikacji z wieżą, a w polu prawym żółtym stylizowaną sosnę i młyńskie koło zanurzone w wodzie. 